# Galium pestalozzae
Galium pestalozzae är en måreväxtart som beskrevs av Pierre Edmond Boissier. Galium pestalozzae ingår i släktet måror, och familjen måreväxter.
Artens utbredningsområde är Libanon. Inga underarter finns listade i Catalogue of Life.